# Cervélo TestTeam/2009

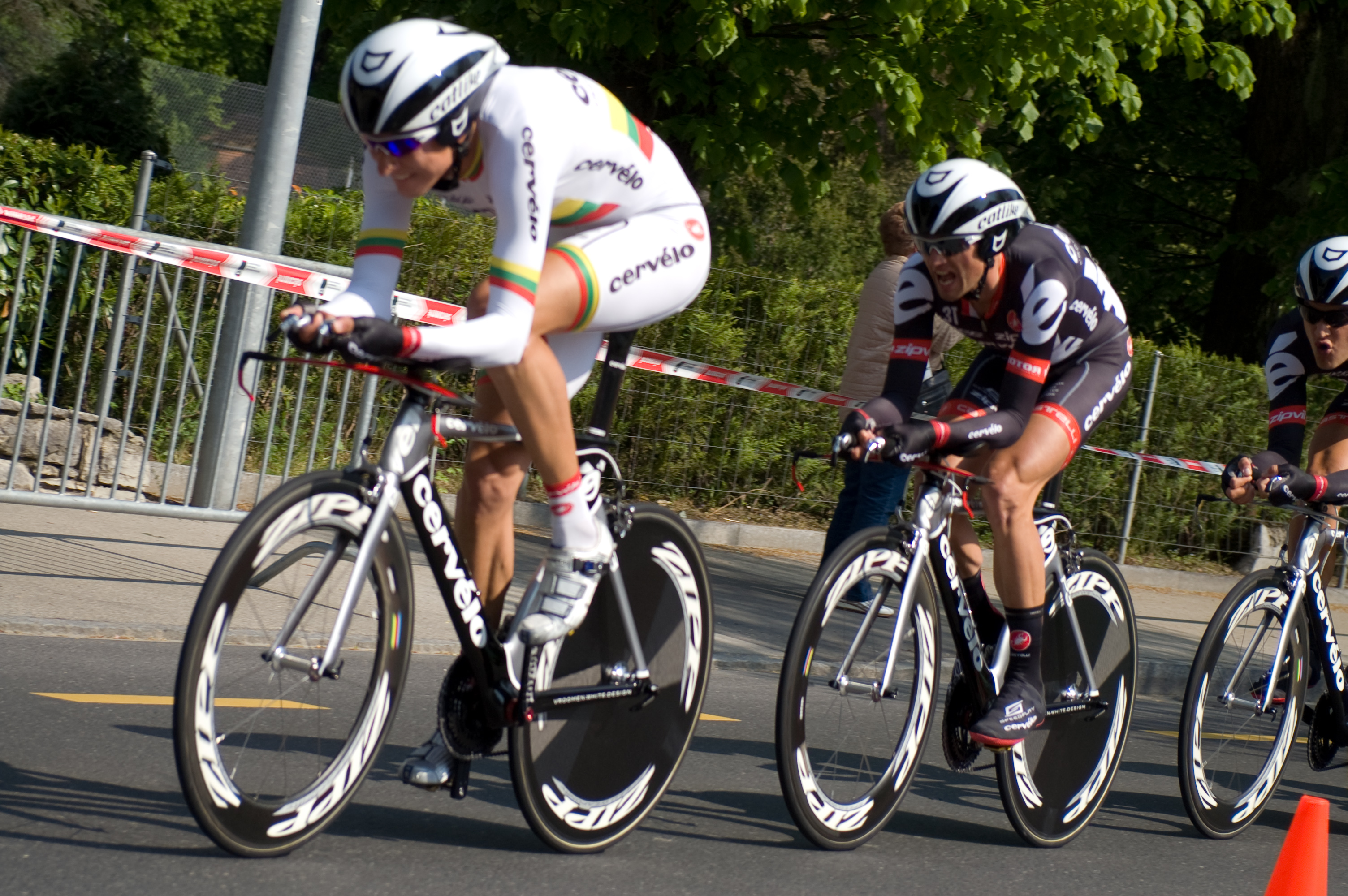
Cervélo TestTeam

Samenstelling van de Cervélo-wielerploeg in 2009:

## Algemeen
Sponsor en fietsen: Cervélo
Algemeen manager: Thomas Campana
Team manager: Theo Maucher
Ploegleiders: Marcello Albasini, Jean-Paul van Poppel, Alexandre Sans Vega, Scott Sunderland, Jens Zemke
Materiaal en banden: Vittoria

## Renners
| Naam                       | Geboortedatum | Nationaliteit       | Ploeg 2008                     | Titel                            |
| -------------------------- | ------------- | ------------------- | ------------------------------ | -------------------------------- |
| Íñigo Cuesta               | 02-06-1969    | Spanje              | Team CSC                       |                                  |
| Philip Deignan             | 07-11-1983    | Ierland             | AG2R                           |                                  |
| Daniel Fleeman             | 03-10-1982    | Verenigd Koninkrijk | An Post-Sean Kelly Team        |                                  |
| Xavier Florencio           | 26-12-1979    | Spanje              | Bouygues Telecom               |                                  |
| Simon Gerrans              | 16-05-1980    | Australië           | Crédit Agricole                |                                  |
| José Ángel Gómez Marchante | 30-05-1980    | Spanje              | Saunier Duval                  |                                  |
| Roger Hammond              | 30-01-1974    | Verenigd Koninkrijk | Team Columbia                  |                                  |
| Heinrich Haussler          | 25-02-1984    | Duitsland           | Team Gerolsteiner              |                                  |
| Volodymyr Hoestov          | 15-02-1977    | Oekraïne            | Team CSC                       |                                  |
| Jeremy Hunt                | 13-03-1973    | Verenigd Koninkrijk | Crédit Agricole                |                                  |
| Thor Hushovd               | 18-01-1978    | Noorwegen           | Crédit Agricole                |                                  |
| Ted King                   | 31-01-1983    | Verenigde Staten    | Bissel Pro Cycling             |                                  |
| Andreas Klier              | 15-01-1976    | Duitsland           | Team Columbia                  |                                  |
| Ignatas Konovalovas        | 08-12-1985    | Litouwen            | Crédit Agricole                |                                  |
| Brett Lancaster            | 15-11-1979    | Australië           | Team Milram                    |                                  |
| Daniel Lloyd               | 11-08-1980    | Verenigd Koninkrijk | An Post-Sean Kelly Team        |                                  |
| Joaquín Novoa Méndez       | 25-08-1983    | Spanje              | neo                            |                                  |
| Serge Pauwels              | 21-11-1983    | België              | Topsport Vlaanderen            |                                  |
| Óscar Pujol                | 16-10-1983    | Spanje              | Burgos Monumental              |                                  |
| Gabriel Rasch              | 08-04-1976    | Noorwegen           | Crédit Agricole                |                                  |
| Martin Reimer              | 14-06-1987    | Duitsland           | neo                            |                                  |
| Dominique Rollin           | 29-10-1982    | Canada              | Toyota-United Pro Cycling Team |                                  |
| Hayden Roulston            | 10-01-1981    | Nieuw-Zeeland       | Health Net-Maxxis              |                                  |
| Carlos Sastre              | 22-04-1975    | Spanje              | Team CSC                       | Winnaar Ronde van Frankrijk 2008 |
| Marcel Wyss                | 25-06-1986    | Zwitserland         | neo                            |                                  |

## Belangrijke overwinningen en uitslagen
| Ronde van Qatar 2009 winnaar 2e etappe: Roger Hammond winnaar puntenklassement: Heinrich Haussler winnaar jongerenklassement: Heinrich Haussler winnaar ploegenklassement 2e eindklassement: Heinrich Haussler 3e eindklassement: Roger Hammond 4e eindklassement: Daniel Lloyd 5e eindklassement: Andreas Klier 6e eindklassement: Xavier Florencio 8e eindklassement: Gabriel Rasch Ronde van Langkawi 2009 9e eindklassement: José Ángel Gómez Marchante Ronde van Californië 2009 winnaar 3e etappe: Thor Hushovd Ronde van de Algarve 2009 winnaar 1e etappe: Heinrich Haussler winnaar 5e etappe: Heinrich Haussler 8e eindklassement: Simon Gerrans GP Lugano 3e: Simon Gerrans Omloop Het Nieuwsblad 2009 winnaar: Thor Hushovd 8e: Heinrich Haussler Kuurne-Brussel-Kuurne 2009 3e: Jeremy Hunt Monte Paschi Eroica 2009 9e: Daniel Lloyd | Parijs-Nice 2009 winnaar 2e etappe: Heinrich Haussler Ronde van Mendrisio winnaar: Ignatas Konovalovas Milaan-San Remo 2009 2e: Heinrich Haussler 3e: Thor Hushovd Ronde van Castilië en León 2009 7e eindklassement: Philip Deignan Dwars door Vlaanderen 4e: Heinrich Haussler E3 Prijs Vlaanderen 4e: Thor Hushovd Brabantse Pijl 7e: Xavier Florencio GP Miguel Indurain 6e: Xavier Florencio Ronde van Vlaanderen 2009 2e: Heinrich Haussler Gent-Wevelgem 2009 5e: Andreas Klier 10e: Jeremy Hunt Parijs-Roubaix 2009 3e: Thor Hushovd 7e: Heinrich Haussler Scheldeprijs 3e: Dominique Rollin | Ronde van Catalonië 2009 winnaar proloog: Thor Hushovd winnaar 6e etappe: Thor Hushovd Ronde van Italië 2009 winnaar 14e etappe: Simon Gerrans winnaar 16e etappe: Carlos Sastre winnaar 19e etappe: Carlos Sastre winnaar 21e etappe: Ignatas Konovalovas GP van het Zwarte Woud winnaar: Heinrich Haussler Nationale kampioenschappen wielrennen Duitsland: wegwedstrijd: Martin Reimer Litouwen: tijdrijden: Ignatas Konovalovas Ronde van Frankrijk 2009 winnaar 6e etappe: Thor Hushovd winnaar 13e etappe: Heinrich Haussler winnaar puntenklassement: Thor Hushovd Ronde van Denemarken winnaar 4e etappe: Jeremy Hunt GP Ouest France-Plouay winnaar: Simon Gerrans Ronde van Missouri winnaar 3e etappe: Thor Hushovd Ronde van Spanje 2009 winnaar 10e etappe: Simon Gerrans winnaar 18e etappe: Philip Deignan |